# Microrégion de Camaquã
La microrégion de Camaquã est une des microrégions du Rio Grande do Sul appartenant à la mésorégion métropolitaine de Porto Alegre. Elle est formée par l'association de huit municipalités. Elle recouvre une aire de 5 819,650 km2 pour une population de 131 283 habitants (IBGE - 2005). Sa densité est de 22,6 hab./km2. Son IDH est de 0,765 (PNUD/2000). Elle est baignée, au Nord, par le rio Guaíba et, à l'Est, par la Lagoa dos Patos.

## Municipalités[1]
- Arambaré
- Barra do Ribeiro
- Camaquã
- Cerro Grande do Sul
- Chuvisca
- Dom Feliciano
- Sentinela do Sul
- Tapes

## Microrégions limitrophes
- São Jerônimo
- Porto Alegre
- Pelotas
- Serras du Sud-Est
- Cachoeira do Sul